# Репутаційна система
Репутаційна система — це принцип, що дозволяє користувачам оцінювати один одного в онлайн-спільнотах, тим самим підвищуючи або знижуючи рівень довіри до оцінюваного. Репутаційні системи використовують такі торгові майданчики, як eBay, Amazon.com і Etsy, а також такі спільноти питань і відповідей, як Stack Exchange. Репутаційні системи лежать в основі тенденції збільшення потреби у допомозі з прийняттям рішень при користуванні послугами, що надаються через інтернет. З ростом популярності інтернет-магазинів, спільнот питань і відповідей та інших місць обміну інформацією репутаційні системи стали одним з ключових чинників, що визначають якість онлайн-досвіду. Ідея репутаційних систем полягає в тому, що навіть якщо споживач не має можливості фізично випробувати продукт або послугу або проконсультуватися з іншою людиною, він все одно здатний скласти реалістичні очікування від товару, спираючись на довіру до репутаційної системі.
Колаборативна фільтрація, найбільш часто використовувана в рекомендаційних системах, є одним з підвидів репутаційних систем в тому сенсі, що теж покладається на оцінки від членів спільноти. Ключова відмінність між репутаційною системою та колаборативною фільтрацією полягає в тому, як ці системи використовують відгуки користувачів. Метою колаборативної фільтрації є знаходження схожості між користувачами для складання рекомендацій. Репутаційна система, в свою чергу, збирає суспільну думку для побудови довіри між членами спільноти.

## Типи

### Онлайн
На думку Говарда Рейнгольда, система онлайн репутації — це технологія, яка дозволяє по-новому і ефективно маніпулювати характерними особливостями людей. Рейнгольд каже, що ці системи з'явилися в результаті бажання людей довіряти тим, з ким вони взаємодіють онлайн. Згідно Рейнгольду, характерна людська риса полягає в тому, що такі соціальні інструменти, як, наприклад, плітки, дозволяють нам розуміти, кому довіряти, кому довіряють інші, хто важливий, а хто вирішує, хто важливий. Такі майданчики, як eBay або Amazon.com, «прагнуть користуватися цією рисою, а тому побудовані навколо вкладу мільйонів користувачів в репутаційну систему, яка контролює якість контенту і взаємодій, що здійснюються на їх сайтах».

### Банки репутації
Зростаюча економіка спільної участі підвищує значущість довіри на рівноправних торгових майданчиках та сервісах. Користувачі можуть заробляти репутацію на одних сайтах, але зазвичай не мають можливості перенести її на інші. Рейчел Ботсман і Ру Роджерс у своїй книзі «Що моє — твоє» (2010) стверджують, що «це всього лише питання часу, перш ніж з'явиться якась мережа, яка об'єднує репутаційний капітал по декількох каналах спільного споживання». Такі системи, часто звані банками репутації, намагаються надати користувачам платформу для управління своїм репутаційних капіталом відразу на декількох сайтах.

## Підтримка ефективної репутаційної системи
Основна функція репутаційних систем полягає в створенні почуття довіри серед користувачів онлайн-спільнот. Як і в звичайних магазинах, довіра і репутація можуть бути побудовані на основі відгуків клієнтів. Пол Резник з Асоціації обчислювальної техніки описує три властивості, які необхідні для ефективної роботи репутаційних систем.
1. Тривалий термін користування службою і формування точних очікувань від майбутніх взаємодій.
2. Збір і публікація відгуків про попередні взаємодії.
3. Використання зворотного зв'язку для побудови довіри.

Ці три властивості надзвичайно важливі для формування репутації. Вони обертаються навколо одного важливого елемента: зворотного зв'язку з користувачем. Відгуки користувачів в репутаційних системах, чи то у вигляді коментарів, оцінок або рекомендацій, є цінною інформацією. Без зворотного зв'язку з користувачами репутаційні системи не можуть підтримувати атмосферу довіри.
Отримання зворотного зв'язку від користувачів пов'язане з трьома проблемами.
1. Першою з цих проблем є готовність, з якої користувачі залишають відгуки, коли це робити необов'язково. Якщо в онлайн-спільноті відбувається велика кількість взаємодій, але зворотного зв'язку не надходить, середовище довіри і репутації сформувати не вдасться.
2. Друга проблема стосується отримання негативних відгуків від користувачів. Декілька факторів сприяють тому, що користувачі не бажають залишати негативні відгуки, найбільш вагомим з яких є страх відповідної реакції в разі, якщо зворотний зв'язок не є анонімним.
3. Остання проблема, пов'язана з отриманням зворотного зв'язку від користувачів, — це проблема чесності. Та хоча і не існує гарантованого способу забезпечити достовірність відгуків користувачів, якщо все ж таки вдасться створити спільноту, де більшість відгуків будуть правдивими, нові користувачі також з більшою ймовірністю будуть залишати чесні відгуки.

Іншими труднощами на шляху до створення ефективних репутаційних систем є підміна особистості і дискримінація. З ними тісно пов'язана ідея регулювання дій користувачів з метою отримання точних і послідовних відгуків. При аналізі ефективності різних видів репутаційних систем важливо враховувати ці специфічні особливості.

### Спроба стандартизації
IETF запропонував протокол для обміну даними про репутацію. Спочатку він був націлений тільки на електронну пошту, але згодом був розроблений як загальна архітектура для систем, заснованих на репутації, і тільки потім була створена модифікація безпосередньо для електронної пошти. Однак репутація в електронній пошті донині забезпечується DNSxL, що не дотримуються цього протоколу. У цих специфікаціях не пояснюється, як збирати відгуки, оскільки гранулярность відправників електронної пошти робить недоцільним збір відгуків безпосередньо від одержувачів, — вони стосуються тільки методів запиту і надання репутації.

## Відомі приклади практичного застосування
- Пошук: PageRank
- Електронна комерція: eBay, Epinions[en], Bizrate[en], Trustpilot[en]
- Соціальні новини: Reddit, Digg, Imgur
- Спільноти програмістів: Advogato[en], фріланс-біржі, Stack Overflow
- Інтернет-безпека: TrustedSource[en]
- Сайти питань і відповідей: Quora, Yahoo! Answers, Gutefrage.net[en], Stack Exchange
- Електронна пошта: DNSBL і DNSWL[en] забезпечують глобальну репутацію відправників електронної пошти
- Особиста репутація: CouchSurfing (для мандрівників)
- Некомерційні організації: GreatNonProfits.org, GlobalGiving[en]
- Універсальні репутаційні системи: Yelp[en]
- Наукові товариства: h-індекс

## Репутація як ресурс
Високий репутаційний капітал часто приносить користь власнику. Наприклад, велика кількість досліджень показало позитивну кореляцію між рейтингом продавця та ціною пропозиції на eBay, що свідчить про те, що висока репутація може допомогти користувачам отримати більше грошей за свої товари. Високий рейтинг товара на онлайн-майданчиках також може допомогти збільшити обсяги його продажів.
Абстрактна репутація може бути використана в якості свого роду ресурсу, який може бути обміняний на короткострокові вигоди або накопичений шляхом інвестування. Наприклад, компанія з хорошою репутацією може продавати товари нижчої якості з більш високим прибутком, поки їх репутація не впаде, або вони можуть продавати товари більш високої якості, щоб підвищити свою репутацію. Деякі репутаційні системи уможливлюють використовувати накопичену репутацію для отримання вигоди. Наприклад, Stack Overflow дозволяє витрачати бали репутації на «вартість» питання, щоб спонукати інших користувачів відповідати на нього.
Навіть якщо репутаційна система не передбачає явного витрачання репутації, користувачі все одно часто мають можливість витрачати свою репутацію, не завдаючи їй надмірного шкоди. Наприклад, водій з низьким показником вибірковості (метрика, часто використовувана для репутації водія) в службі сумісних поїздок може вирішити більш вибірково ставитися до своєї клієнтури, псуючи цей показник, але покращуючи власну задоволеність поїздками. Завдяки явному зворотньому зв'язку водії можуть ретельно керувати своєю вибірковістю, щоб уникнути занадто суворих покарань.

## Атаки на репутаційні системи і захист від них
Репутаційні системи уразливі для багатьох видів атак, тому захисні механізми відіграють важливу роль у забезпеченні їх функціонування.
Класифікація атак на репутаційні системи заснована на визначенні того, які компоненти системи є ціллю атаки. При цьому механізми захисту вибираються в залежності від виду конкретної репутаційної системи.

### Модель атакуючого
Зловмисники бувають двох видів: зловмисник-інсайдер і зловмисник-аутсайдер. Інсайдер — це суб'єкт, який має законний доступ до системи і може брати участь у формуванні репутації відповідно до специфікацій системи, тоді як аутсайдер — це будь-який неавторизований в системі суб'єкт, який може або не може бути ідентифікований.
Атаки зсередини зазвичай користуються більшою увагою в репутаційних системах, оскільки зовнішні атаки схожі з атаками на будь-які інші комп'ютерні системи. Найчастіше при вивченні атаки за основу беруться деякі припущення: зловмисники мотивовані або корисливими намірами, або злим умислом; зловмисники можуть працювати або поодинці, або в командах.

### Класифікація атак
Атаки на репутаційні системи класифікуються на основі цілей і методів атакуючого.
- Самореклама. Атакуючий нечесно підвищує власну репутацію. Типовим прикладом є так звана атака Сивілли, при якій зловмисник підриває репутаційну систему, створюючи велику кількість облікових записів і використовуючи їх для отримання непропорційно великого впливу.[12] Уразливість системи репутації в даному випадку залежить від того, як дешево можуть бути згенеровані облікові записи і від ступеня, в якій система репутації покладається на учасників, які не мають ланцюгів довіри з іншими, надійними, учасниками.
- Атака відбілювання. Атакуючий використовує знайдену уразливість системи для поновлення своєї репутації.
- Атака очорнення. Атакуючий залишає неправдиві відгуки, щоб знизити репутацію жертви.
- Комбінована атака. Атакуючий об'єднує декілька з перерахованих вище стратегій. Одним з найбільш відомих прикладів є атака розхитування.[13]
- DoS-атака. Атакуючий запобігає підрахунку і оновленню значень репутації в системі, доводячи її до відмови надмірною кількістю звернень.

### Стратегії захисту
Деякі із стратегій запобігання наведених вище атак.
- Запобігання можливості створення декількох облікових записів
- Запобігання появи неправдивої інформації
- Запобігання поширенню неправдивої інформації
- Запобігання короткострокового зловживання системою
- Пом'якшення впливу DoS-атак

## Додаткові посилання
- Reputation Systems — навчальний посібник Юрія Ліфшиця (2008)
- Contracts in Cyberspace — глава із книги Девіда Фрідмана (2008)